# ボリス・ゴールドシュタイン
ボリス・エマヌイロヴィチ・ゴールドシュタイン（露: Борис Эммануилович Гольдштейн；ラテン文字転写：Boris Emmanuilovich Goldstein、1922年12月25日-1987年11月8日）は、ソビエト連邦のヴァイオリニスト。ゴルトシュタイン、ゴリトシュテインとも表記。

## 経歴
生い立ち
1922年、ウクライナ社会主義ソビエト共和国・オデッサで生まれた。オデッサ音楽院で、ピョートル・ストリャルスキーに師事してヴァイオリンを学んだ。少年時代には、もっとも才能ある少年ヴァイオリニストとして、ヤッシャ・ハイフェッツの前で演奏したこともある。
1935年にワルシャワで開かれたヴィエニャフスキ国際ヴァイオリン・コンクールで第4位に入賞。1937年にはブリュッセルで開かれたイザイ・ヴァイオリン・コンクール(後のエリザベート王妃国際音楽コンクール)で第4位入賞。
教育者としてはグネーシン音楽大学のヴァイオリン科の教師として後進の指導にあたり、ザハール・ブロンらを指導した。
ドイツ亡命
1976年にドイツに亡命。ヴュルツブルク音楽大学のヴァイオリン科教授職にあった。1987年、ハノーヴァーで死去した。

## 家族・親族
- 兄：ミハイル・ゴルトシュタインもヴァイオリニスト。

## 脚註
1. ↑  ヴィエニャフスキ国際ヴァイオリン・コンクール
2. ↑  イザイ・ヴァイオリン・コンクール